# Galeodes indicus
Espèce
Synonymes
- Galeodes indicus obscurior Pocock, 1900

Galeodes indicus est une espèce de solifuges de la famille des Galeodidae.

## Distribution
Cette espèce est endémique d'Inde.

## Description
Le mâle mesure 28 mm et la femelle 30 mm.

## Étymologie
Son nom d'espèce lui a été donné en référence au lieu de sa découverte, l'Inde.

## Publication originale
- Pocock, 1900 : The fauna of British India, including Ceylon and Burma. Arachnida. London, p. 1-279 (texte intégral).